# Granny Smith
Jabłoń domowa 'Granny Smith' – australijska odmiana jabłoni, kultywar. Wyselekcjonowana na farmie Marii-Ann Smith w okolicach Sydney w 1868, gdzie wyrosła jako przypadkowa siewka z wolnego zapylenia.
Odmiana wyselekcjonowana przez Thomasa Smitha dziś znana jest na całym świecie jako Granny Smith (Babunia Smith), nazwana tak na cześć pani Smith. Do Wielkiej Brytanii sprowadzona została około 1935, a do Stanów Zjednoczonych w 1972 przez Grady Auvila, jednego z najbardziej postępowych sadowników amerykańskich. W Europie rozpowszechniła się w latach 60. XX w., głównie we Włoszech i Francji.

## Morfologia
PokrójDrzewo rośnie silnie, a po wejściu w okres owocowania wzrost słabnie. Owocujące drzewa określa się jako średnio silnie rosnące. Tworzą rozłożystą, niezbyt zagęszczoną koronę o konarach wyraźnie zwisających, co nadaje jej pokrój „płaczący”. Spowodowane jest to zawiązywaniem pąków kwiatowych na końcach pędów.
OwoceDuże lub bardzo duże, kulisto-stożkowate czasem nieregularne. Jabłka Granny Smith mają intensywnie zielony kolor, z mniej lub bardziej widocznymi jasnymi przetchlinkami otoczonymi jasną obwódką. Skórka jest gładka, tłustawa i lśniąca. Miąższ mają zielonkawobiały, soczysty i jędrny o intensywnym aromacie, smak słodko-kwaśny.

## Zdrowotność
Granny Smith jest odmianą o dużej wrażliwości na mróz. Jest odmianą o dużej wrażliwości na parcha jabłoni, oraz mączniaka jabłoni. Na zarazę ogniową odmiana jest stosunkowo odporna.

## Zastosowanie
Owoce ze względu na smak nadają się zarówno do gotowania i pieczenia, jak i do jedzenia na surowo.
Polecane są do sałatek, ponieważ nie brązowieją tak szybko jak inne odmiany jabłek. Są także od innych twardsze.
Odmiana Granny Smith uprawiana jest głównie na terenach o łagodnym klimacie, gdyż jabłka mają długi okres wegetacyjny oraz słabą odporność na zimno. W Polsce można uprawiać w ograniczonym zakresie, wyłącznie na terenach o najdłuższym okresie wegetacyjnym i na najlepszych stanowiskach. Nieprzydatna do uprawy amatorskiej.

## Babunia Smith

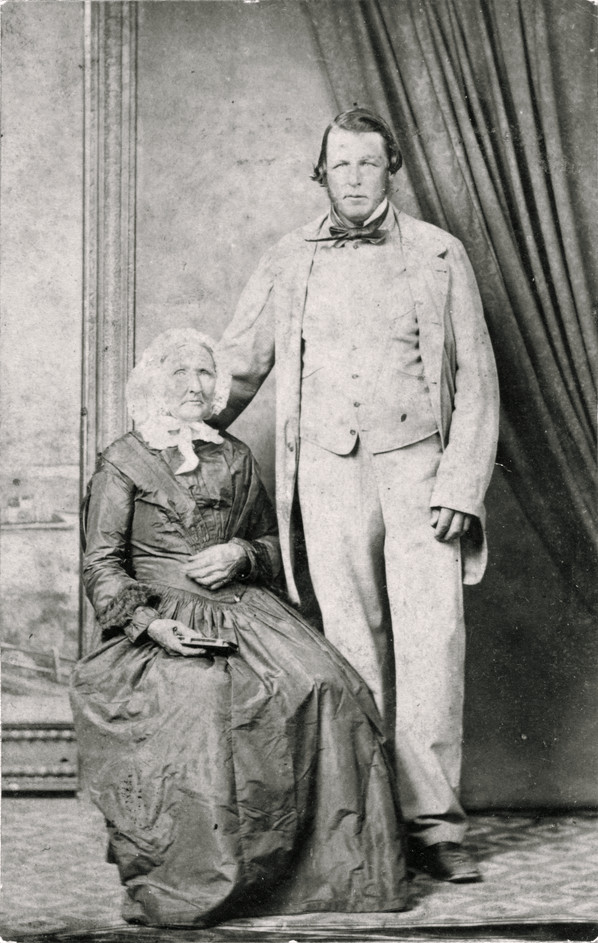
Babunia Smith

Babunia Smith, ang. Granny Smith (prawdziwe nazwisko Maria Ann Sherwood) urodziła się w 1799 roku w wiejskiej parafii Peasmarsh w Sussex (Anglia). Jej rodzice pracowali jako rolnicy. W wieku 19 lat poślubiła Thomasa Smitha, parobka z sąsiedniej parafii Beckley. Ślub zawarli w kościele w Hebanie, w hrabstwie Kent. Przez dziewiętnaście lat mieszkała w Beckley. W tym czasie urodziła ośmioro dzieci. W 1838 roku wraz z kilkoma innymi rodzinami, na apel agentów poszukujących doświadczonych w rolnictwie pracowników, wyruszyli do Australii do Nowej Południowej Walii. 27 listopada 1838 roku na pokładzie statku Lady Nuget Maria Ann Sherwood wraz z pięciorgiem dzieci przybyła do Sydney.
W latach 1855–1856 mąż pani Smith zakupił ziemię o pow. 24 akrów, koło Mars Common, pomiędzy obecnie drogami North Road a Abuklea Road w Eastwood. Ich dom stał w pobliżu drogi północnej. W 1876 zmarł mąż Marii a gospodarstwo rolne zostało przepisane ich synom – Thomasowi i Karolowi. W 1880 roku Thomas, a następnie w 1892 Karol sprzedali swoje pola Edwardowi Gallard i Gustave Hippolyte Duchateau.
Przez wszystkie te lata Maria Smith wraz z mężem zajmowali się sadownictwem. Od najwcześniejszych dni europejskie osady w dzielnicy Ryde cieszyły się wysoką reputacją pod względem rozwoju i uprawy owoców. Hodowano różne odmiany pomarańczy, moreli, winogron, brzoskwini, truskawek, nektaryn oraz jabłek i gruszy. Wielu sadowników tworzyło własne sadzonki rozmaitych owoców. Jedną z nich była Babunia Smith, która stworzyła nową odmianę jabłoni. Pierwsza wzmianka na ten temat została umieszczona w Farmer and Settler 25 czerwca 1924 roku, przez Herberta Rumseya, sadownika i lokalnego historyka. Przeprowadził on wywiad z innym ogrodnikiem-hodowcą Edwinem Smallem, który przypomniał sobie, iż w 1868 roku był wraz ze swoim ojcem u pani Marii, by przetestować nową odmianę jabłek. Odmiana została stworzona na bazie małych francuskich jabłuszek rosnących na Tasmanii. Dzisiejsza odmiana Granny Smith jest ich mutacją.
Maria Smith umarła 9 marca 1870 roku i została pochowana na cmentarzu St. Anne's w Ryde. Jej jabłko nigdy za jej życia nie było popularne i sprzedawane, lecz jego hodowla istniała wśród lokalnych sadowników i nazywano je sadzonką Smitha. W 1891 roku sadzonka Smitha wygrała główna nagrodę na pokazie ogrodniczym, a od 1892 była nazywana Granny Smith – jabłko babuni.
W 1895 Albert H. Benson, ekspert od owoców dla NSW Department of Agriculture wprowadził tę odmianę do handlu eksportowego. Za jego sprawą zorganizowano również uprawę tej odmiany na większą skalę w Government Experimental Station w Bathurst.